# Уштобинський сільський округ (Бухар-Жирауський район)
Уштоби́нський сільський округ (каз. Үштөбе ауылдық округі, рос. Уштобинский сельский округ) — адміністративна одиниця у складі Бухар-Жирауського району Карагандинської області Казахстану. Адміністративний центр — село Уштобе.
Населення — 5701 особа (2021; 5691 у 2009, 4947 у 1999, 6171 у 1989).
Станом на 1989 рік існувала Уштобинська сільська рада (села Акжар, Зарічне, Курлус, Сокурське, Уштобе), село Новостройка перебувало у складі Дубовської сільської ради ліквідованого Тельманського району. Село Акжар було ліквідоване 2007 року. 2016 року до складу округу була включена частина Дубовського округу (село Новостройка) площею 281,29 км².

## Склад
До складу округу входять такі населені пункти:
| Населений пункт   | Населення, осіб (1989) | Населення, осіб (1999) | Населення, осіб (2009) | Населення, осіб (2021) |
| ----------------- | ---------------------- | ---------------------- | ---------------------- | ---------------------- |
| Акжар, село       | 42                     | -                      | -                      | -                      |
| Курилус, село     | 718                    | 502                    | 640                    | 557                    |
| Новостройка, село | 383                    | 412                    | 478                    | 401                    |
| Сариарка, село    | 880                    | 603                    | 789                    | 716                    |
| Сокурське, село   | 240                    | -                      | 265                    | 293                    |
| Уштобе, село      | 3908                   | 3430                   | 3519                   | 3734                   |